# Káhún

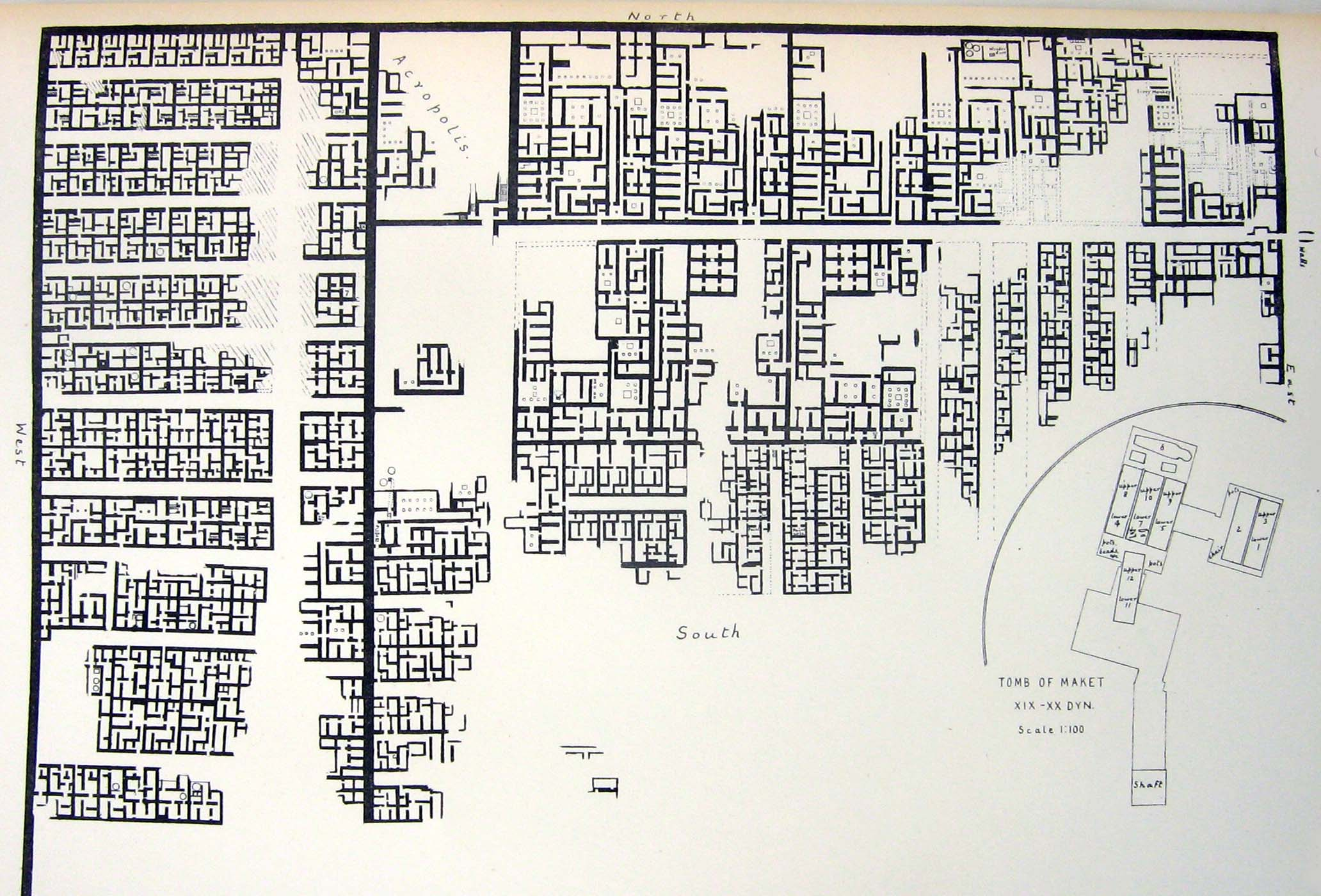
A város alaprajza

Káhún arab (arabul: كاهون – Kāhūn) óegyiptomi piramisváros, a középbirodalom építészeti emlékeinek fontos lelőhelye. A település a Fajjúm-oázis bejáratánál fekszik, a XII. dinasztia korából származik. A tervezett városban feltehetően azok  a felügyelők, építőmesterek és papok laktak, akik II. Szenuszert (Kr. e. 19. század eleje) fáraó sírjának építésén dolgoztak, majd halotti kultuszát ápolták. A város mellett áll az uralkodó piramisa. A település még a Középbirodalom idején elnéptelenedett, majd belepte a sivatagi homok, ennek köszönhető fennmaradása.
A város alaprajza kb. 350×400 méteres szabálytalan négyszög. Fal vette körül, fő égtájak irányában futó, derékszögekben találkozó utcák hálózata osztotta tömbökre. A keleti városrész volt a papoké, ez foglalja el az egész terület kétharmadát, s a város többi részétől fal választotta el. Valamennyi ház szárított vályogtéglából épült. Az egyszerűbbeknek 2-3 helyisége volt, a rangosabbak házai belső udvarral rendelkeztek, a legelőkelőbb házak több udvar köré rendeződtek. A legnagyobbak akár 60-80 helyiségből is állhattak.
A település jelentős részét Flinders Petrie angol régész tárta fel (1888 és 1890 között, valamint 1914-ben) és nagy mennyiségű papiruszleletet talált itt, melyek mind adminisztratív iratokat, mind vallási szövegeket, mind pedig káhúni királyhimnuszokat tartalmaztak.

## Külső hivatkozások
- Illahun a piramisok.hu-n
- A város virtuális rekonstrukciója és az ásatások története (angolul)